# لوید شپلی
لوید استوول شپلی (به انگلیسی: Lloyd Stowell Shapley) (زاده ۱۹۲۳) اقتصاددان آمریکایی و پروفسور الوین ای. روث، دیگر اقتصاددان آمریکایی، به دلیل مطالعات و پژوهش‌های خود در زمینه "نظریه تخصیص‌های پایدار و اجرای طراحی بازار" (به انگلیسی: "for the theory of stable allocations and the practice of market design") به‌طور مشترک برنده جایزه نوبل اقتصاد در سال ۲۰۱۲ شدند.
پژوهش‌های این دو اقتصاددان به بهترین روش ممکن برای تخصیص منابع در بخش‌های مختلف همچون مدیریت مدارس و نیز مدیریت پیوند اعضاء به بیماران نیازمند مربوط می‌شود.
آقای شپلی در دانشگاه کالیفرنیا در لس‌آنجلس تدریس می‌کند.

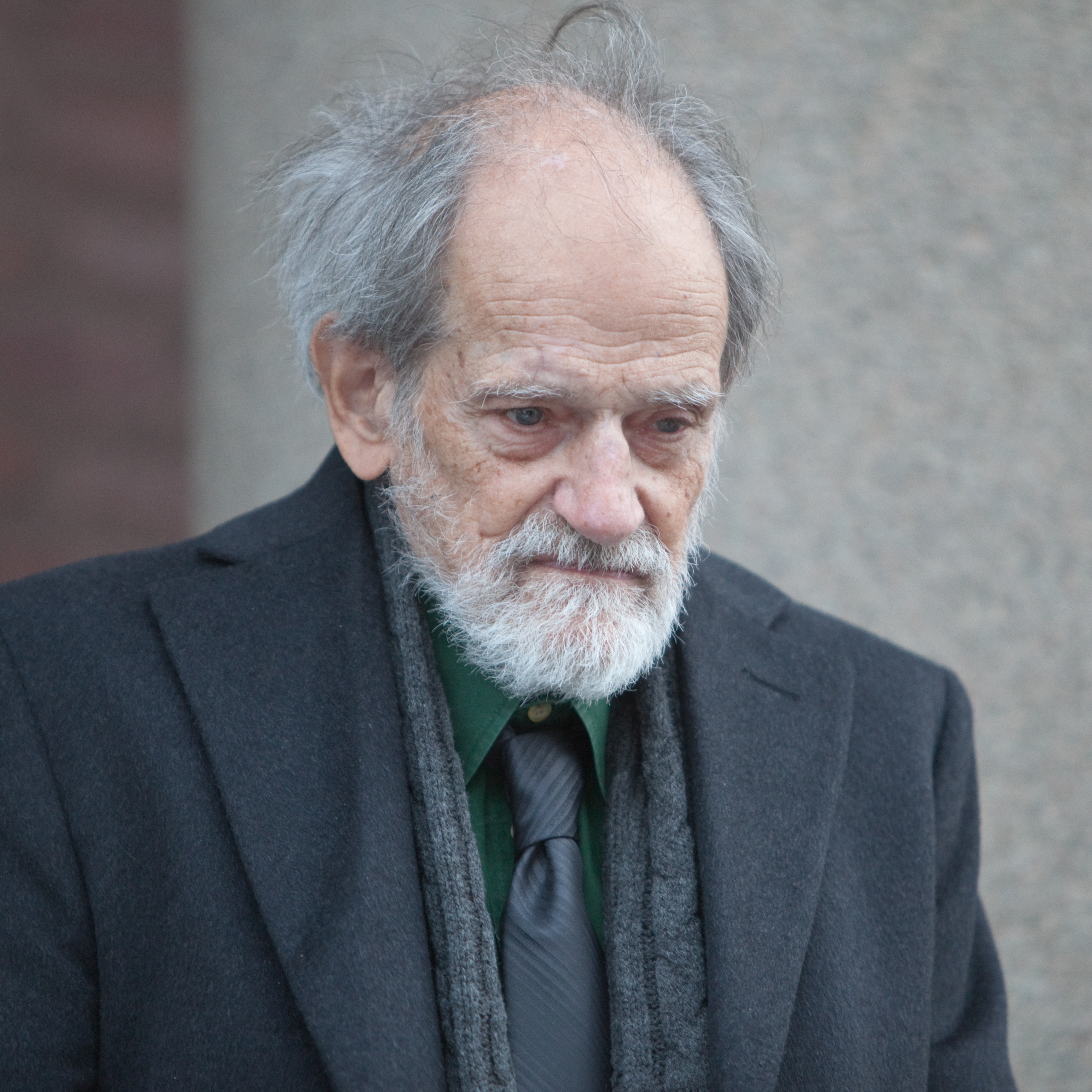
لوید شپلی در استکلهم سال ۲۰۱۲

آکادمی سلطنتی سوئد اعلام کرد: با آن که مطالعات این دو پژوهشگر به‌طور مستقل از یکدیگر انجام شده‌است، ترکیب نظریه بنیادی شپلی و تحقیقات تجربی، آزمایش‌ها و طراحی عملی روث، زمینه‌ای در حال رشد و پیشرفت برای مطالعه به وجود آورده و عملکرد بسیاری از بازارها را بهتر کرده‌است."